# John Culver
John Chester Culver, född 8 augusti 1932 i Rochester, Minnesota, död 26 december 2018 i Washington, D.C., var en amerikansk demokratisk politiker. Han representerade delstaten Iowa i båda kamrarna av USA:s kongress, först i representanthuset 1965-1975 och sedan i senaten 1975-1981. Han var far till Chet Culver.
Culver gick i skola i Cedar Rapids. Han avlade 1954 grundexamen vid Harvard. Han tjänstgjorde i USA:s marinkår 1955-1958 och avlade 1962 juristexamen vid Harvard Law School. Han inledde 1963 sin karriär som advokat i Cedar Rapids.
Culver besegrade sittande kongressledamoten James E. Bromwell i kongressvalet 1964. Han omvaldes 1966, 1968, 1970 och 1972. Senator Harold Hughes bestämde sig för att inte ställa upp till omval i senatsvalet 1974. Culver vann valet och efterträdde Hughes som senator i januari 1975. Han kandiderade 1980 till omval men förlorade mot republikanen Chuck Grassley.
Efter sin tid i senaten arbetade Culver som advokat i Washington, D.C. Han skrev tillsammans med John Hyde en biografi över USA:s 33:e vicepresident Henry A. Wallace: American Dreamer: The Life and Times of Henry A. Wallace (2000).